# Edificio Nicolás Repetto
El Edificio Nicolás Repetto es una vivienda colectiva construida por la cooperativa El Hogar Obrero en el barrio de Caballito, ciudad de Buenos Aires, Argentina. Se trata de uno de los mayores edificios residenciales de la ciudad, y uno de los proyectos de vivienda más pretenciosos de su tiempo. Por su imponente figura se lo conoció desde un comienzo como el Elefante Blanco.

## Historia
El Hogar Obrero fue fundado en 1905 por los socialistas Nicolás Repetto y Juan B. Justo. Desde su comienzo dedicó gran parte de sus esfuerzos a proveer vivienda social, es decir accesible para la clase obrera.
Habiendo comprado a comienzos de la década de 1940 una casona del barrio de Caballito que había alojado al Sanatorio Argentino y que tenía frente sobre la Avenida Rivadavia y salida por su opuesta, la calle Rosario, reservó el amplio terreno para un futuro proyecto de vivienda. Con la nueva Ley de Propiedad Horizontal sancionada en 1948, durante la presidencia de Juan Domingo Perón, la cooperativa encargó éste, su mayor proyecto hasta la fecha, a los arquitectos Wladimiro Acosta, Fermín Bereterbide y Alfredo Felici.
Este consistió en un gran edificio de 3 cuerpos: uno sobre la Avenida Rivadavia, otro sobre la calle Rosario y uno alargado y de 70 metros de altura a lo largo de la cuadra entre ambas arterias. Además, se sumó al complejo un gran almacén para abastecer a sus ocupantes. En él funcionó el primer sistema de autoservicio de la Argentina. La planta baja tenía sastrería, farmacia, librería, etc.
Los socios de la Cooperativa recibían a fin de cada año el reembolso del 1% del valor de las compras que habían realizado en la proveeduría.
El edificio sobre la Avenida Rivadavia contó con planta baja y 11 pisos de departamentos, el de la calle Rosario también con planta baja y 11 pisos y el cuerpo principal, con planta baja y 22 pisos. En el primer piso funcionaba un jardín de infantes que luego se mudó a la terraza del 23. Además, existía un entrepiso reservado para uso exclusivo de oficinas y otras dependencias de la Cooperativa.
El Edificio Nicolás Repetto se inauguró finalmente el 21 de diciembre de 1955 y contó con grandes comodidades para su época y el sector social al cual estaba dirigido: 7 ascensores para las viviendas y uno para el sector administrativo y comercial, servicios de agua caliente y calefacción centralizada, refrigeración centralizada (las heladeras recibían frío de las cámaras de la proveeduria) suelo radiante en los departamentos, lavaderos mecánicos e incineradores.